# Tomáš Slavík
Pour les articles homonymes, voir Slavík.
Tomáš Slavík (né le 29 avril 1981 à Jilemnice) est un coureur de combiné nordique tchèque.

## Carrière
Sa première participation à la Coupe du monde de la discipline a lieu le 14 février 2004 à Oberstdorf, et son meilleur résultat est une troisième place, obtenue le 19 février 2012 à Klingenthal.
En 2004, il a terminé deuxième d'une épreuve de la Coupe du monde B de la discipline. Depuis, il s'est placé à deux reprises sur le podium d'une épreuve de Coupe continentale et a remporté un titre à l'universiade de Pragelato (Italie) en 2007.
Il prend sa retraite en 2015 à la suite d'une blessure chronique à un genou.

## Palmarès

### Jeux olympiques d'hiver
| Épreuve / Édition | Épreuve / Édition | Turin 2006                       | Vancouver 2010                   | Sotchi 2014                      |
| Par équipes       | Par équipes       | 8e                               | 8e                               | 7e                               |
| Sprint            | Sprint            | 26e                              | Épreuve inexistante à cette date | Épreuve inexistante à cette date |
| Gundersen         | Gundersen         | 37e                              | Épreuve inexistante à cette date | Épreuve inexistante à cette date |
| Gundersen         | PT                | Épreuve inexistante à cette date | 20e                              | 25e                              |
| Gundersen         | GT                | Épreuve inexistante à cette date | 25e                              | 29e                              |

### Championnats du monde
| Épreuve / Édition | Épreuve / Édition | Val di Fiemme 2003               | Oberstdorf 2005                  | Sapporo 2007                     | Liberec 2009                     | Oslo 2011                        | Val di Fiemme 2013               |
| Gundersen         | PT + 10 km        | Épreuve inexistante à cette date | Épreuve inexistante à cette date | Épreuve inexistante à cette date |                                  | 22e                              | 6e                               |
| Gundersen         | GT + 10 km        | Épreuve inexistante à cette date | Épreuve inexistante à cette date | Épreuve inexistante à cette date | 36e                              | 22e                              | 6e                               |
| Sprint            | Sprint            | 34e                              | 29e                              | 27e                              | Épreuve inexistante à cette date | Épreuve inexistante à cette date | Épreuve inexistante à cette date |
| Gundersen         | Gundersen         | 40e                              | 27e                              | 39e                              | Épreuve inexistante à cette date | Épreuve inexistante à cette date | Épreuve inexistante à cette date |
| Mass-start        | Mass-start        | Épreuve inexistante à cette date | Épreuve inexistante à cette date | Épreuve inexistante à cette date | 30e                              | Épreuve inexistante à cette date | Épreuve inexistante à cette date |
| Par équipe        | Par équipe        |                                  | 8e                               | 7e                               | 6e                               | Épreuve inexistante à cette date | Épreuve inexistante à cette date |
| Par équipe        | PT                | Épreuve inexistante à cette date | Épreuve inexistante à cette date | Épreuve inexistante à cette date | Épreuve inexistante à cette date | 10e                              | 10e                              |
| Par équipe        | GT                | Épreuve inexistante à cette date | Épreuve inexistante à cette date | Épreuve inexistante à cette date | Épreuve inexistante à cette date | 9e                               | Épreuve inexistante à cette date |

### Coupe du monde
- Meilleur classement général : 26e en 2008.
- 1 podium individuel (3e place à Klingenthal en 2012).

#### Différents classements en Coupe du monde
| Année     | Classement général final |
| 2003-2004 | 41e                      |
| 2005-2006 | 54e                      |
| 2006-2007 | 45e                      |
| 2007-2008 | 26e                      |
| 2008-2009 | 30e                      |
| 2009-2010 | 34e                      |
| 2010-2011 | 28e                      |
| 2011-2012 | 32e                      |
| 2012-2013 | 31e                      |
| 2013-2014 | 68e                      |